# Pigüé
Pigüé är en kommunhuvudort i Argentina.   Den ligger i provinsen Buenos Aires, i den centrala delen av landet, 500 km sydväst om huvudstaden Buenos Aires. Pigüé ligger 294 meter över havet och antalet invånare är 14 383.
Terrängen runt Pigüé är platt.
Trakten runt Pigüé består till största delen av jordbruksmark. Runt Pigüé är det mycket glesbefolkat, med 5 invånare per kvadratkilometer.